# Tuczępy (gemeente)
De gemeente Tuczępy is een landgemeente in het Poolse woiwodschap Święty Krzyż, in powiat Buski.
De zetel van de gemeente is in Tuczępy.
Op 30 juni 2004 telde de gemeente 3931 inwoners.

## Oppervlakte gegevens
In 2002 bedroeg de totale oppervlakte van gemeente Tuczępy 83,74 km², waarvan:
- agrarisch gebied: 62%
- bossen: 23%

De gemeente beslaat 8,66% van de totale oppervlakte van de powiat.

## Demografie
Stand op 30 juni 2004:
| Omschrijving                   | Totaal | Totaal | Vrouwen | Vrouwen | Mannen | Mannen |
| ------------------------------ | ------ | ------ | ------- | ------- | ------ | ------ |
| eenheid                        | aantal | %      | aantal  | %       | aantal | %      |
| inwoners                       | 3931   | 100    | 1954    | 49,7    | 1977   | 50,3   |
| bevolkingsdichtheid (inw./km²) | 46,9   | 46,9   | 23,3    | 23,3    | 23,6   | 23,6   |

In 2002 bedroeg het gemiddelde inkomen per inwoner 1667,51 zł.

## Aangrenzende gemeenten
Gnojno, Oleśnica, Rytwiany, Staszów, Stopnica, Szydłów